# Торта „Сахер“
Торта За̀хер (също Сахер) (на немски: Sachertorte) е сладкарско изделие, шоколадова торта, изобретена от австрийския сладкар Франц Захер. Тортата е типичен десерт от виенската кухня и е една от най-популярните торти в света.

## История
Рецептата за тази торта може да бъде открита още в началото на XVIII век в книгите с рецепти за австрийската кухня, като по-късно в други подобни книги започва да се споменава за подобна торта, но покрита с шоколадова глазура.
През 1832 г. министърът на външните работи на Австрия Клеменс фон Метерних нарежда на своя сладкар да създаде за него и неговите високопоставени гости необичаен десерт. Тъй като по това време главният сладкар е болен, желанието на високопоставената персона е изпълнено от 16-годишния сладкар Франц Захер (р. 1816 – поч. 1907 г.), който е стажант по сладкарство в придворната кухня. Така приготвеният сладкиш представлява шоколадова торта, която се харесва много на гостите и която остава една от най-популярните торти и в наши дни.
След като завършва своето обучение, Фр. Захер работи като сладкар на други аристократи в Братислава и Будапеща. През 1848 година се завръща във Виена, където открива собствен магазин за продажба на вино и деликатеси.
Най-възрастният син на Захер, Едуард Захер (1843 – 1892), получава образование при авторитетния виенски сладкар Кристоф Демел. Едуард прави няколко промени в рецептата за торта на известния си баща. Тортата Захер първоначално се продава в сладкарницата на Демел, а от 1876 година – и в основания от Едуард Хотел „Захер“. От този момент тортата е един от най-популярните десерти в австрийската кухня.
Първият съдебен процес между Демел и Захер за правото върху оригиналната рецепта избухва през 1934 година. Едуард Захер, по време на своето обучение при Демел, малко изменя рецептата за тортата.
След смъртта на вдовицата на Едуард – Анна Захер и банкрута на хотел „Захер“ през 1934 г., синът им Едуард продава оригиналната рецепта на Демел. След като придобива рецептата, Демел продава тортата с поставена върху ѝ шоколадова плочка, на която има надпис „Едуард Захер, Виена“.
През 1938 година новите собственици на хотел „Захер“ регистрират името „Оригинална торта Захер“ като запазена марка, като тортата е предлагана не само на посетителите на хотела, но също така се произвежда и продава в сладкарниците.
След края на Втората световна война, през 1954 г., собствениците на хотела обвиняват сладкаря Кристоф Демел в използването на регистрирана търговска марка – нещо, което е последвано от дълъг дебат върху правата за името.
Представител на Демел заявява, че в оригиналната рецепта на Франц Захер няма втори пласт от конфитюр от кайсии в средата на тортата. Също така в рецептата, приета като рецептура в хотела, известно количество масло за приготвянето ѝ се заменя с обикновен маргарин, така че тази рецепта не може да се нарече оригинална.
След дългогодишни спорове е постигнат консенсус и през 1963 г. името Original Sacher-Torte (изписано върху кръгъл шоколадов медальон и поставено върху всяко парче торта) се поставя върху тортите, произвеждани от хотел „Захер“, а тортите от сладкарница „Демел“ трябва да бъдат украсени с подобен символ, но с триъгълна форма и надпис Eduard Sacher-Torte.
Сега тази версия е официално наречена „Торта Захер на Демел“ (на немски: Demel’s Sachertorte).